# Хараламби Тошков
Хараламби Григоров Тошков е български офицер от началото на XX век, полковник от Българската армия.

## Биография
Роден е на 16 февруари 1868 г. в Трън. Завършва десети випуск на Военното училище в София. Служи във втори резервен полк. Бил е началник на четиринадесети пехотен полк, както и на четиринадесето военно полково окръжие.
Командир на дружина от 14-и пехотен македонски полк през Балканската война (1912 – 1913). Командир на дружина от 54-ти полк по време на бойните действия срещу Сърбия и командир на 41-ви пехотен софийски полк, Първа пехотна софийска дивизия на бойния театър в Румъния и Македония през Първата световна война. Запомнен от подчинените си като прекрасен началник и човек. Бил е командир на 1/7 бригада. Уволнен през 1920 г.

## Военни звания
- Подпоручик (6 ноември 1888)
- Поручик (1892)
- Капитан (1899)
- Майор (1910)
- Полковник (16 март 1917)